# Anneke von der Lippe

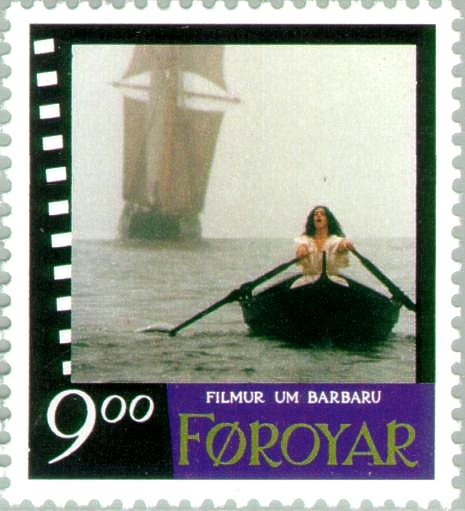
Anneke von der Lippe in Nils Malmros’ Verfilmung des Romans Barbara (Roman) von Jørgen-Frantz Jacobsen, der auf der alten färöischen Sage von Beinta Broberg basiert.

Anneke von der Lippe (* 22. Juli 1964) ist eine norwegische Schauspielerin. Sie gewann 1992 die Amanda und wurde 2015 Emmy Preisträgerin als beste Hauptdarstellerin.

## Leben
Sie studierte an der Theaterhochschule in Norwegen und arbeitet beim Nationaltheater, wo sie Nora in Ibsens Et dukkehjem, Jimmy in Brechts Die Dreigroschenoper, Elisabeth in Ödön von Horváths Glaube, Liebe, Hoffnung und Mascha in Tschechows Drei Schwestern dargestellt hat.
Ihre vielleicht wichtigste Rolle hatte sie im 1996 auf den Färöern gedrehten dänischen Spielfilm Barbara von Nils Malmros. Als Barbara verkörpert sie dort die legendäre färöische femme fatale Beinta Broberg (1667–1752). Es war der bis dahin teuerste dänische Spielfilm aller Zeiten und in ganz Skandinavien ein großer Erfolg.
Eine kleine, aber schauspielerisch sehr ausdrucksvolle Rolle verkörperte sie in dem Film Nur Wolken bewegen die Sterne (1999). Dort spielt sie eine Mutter, deren jüngstes Kind stirbt, und die daraufhin in tiefste Depressionen verfällt.
Anneke von der Lippe lebt in Oslo.

## Filmografie (Auswahl)
- 1992: Das Herz des Kriegers (Krigerens hjerte)
- 1992: Flaggermusvinger
- 1993: Peer Gynt (Fernsehserie, drei Folgen)
- 1994: Over stork og stein
- 1994: Eating Out
- 1995: Pan
- 1995: Lille lørdag (Fernsehserie, eine Folge)
- 1995: Love & Hate
- 1996: Eremittkrepsen
- 1997: Barbara
- 1998: Nur Wolken bewegen die Sterne (Bare skyer beveger stjernene)
- 1998: Nini (Fernsehserie, eine Folge)
- 1999: Misery Harbour
- 2000: Hver søndag hos mor
- 2001: Lime
- 2002: Sejer – Djevelen holder lyset (TV Movie)
- 2004: Far og sønn (Fernsehserie, eine Folge)
- 2005: Ved kongens bord (Fernsehserie, sechs Folgen)
- 2006: Klippan i livet
- 2006: Rettet Trigger! (Trigger)
- 2007: Torpedo (Fernsehserie, vier Folgen)
- 2007: Interlude
- 2008: Lønsj
- 2008: Ulvenatten
- 2008: Haus der Verrückten (De Gales hus)
- 2008: DeUsynlige
- 2009: Engelen
- 2010: Pax
- 2010: Der letzte Troll von Norwegen (The Last Norwegian Troll)
- 2010: Malika
- 2012: Livet Utenfor
- 2013: Victoria
- 2013: Reckless
- 2014: Eyewitness – Die Augenzeugen (Øyevitne, Fernsehserie, sechs Folgen)
- 2014–2016: Det tredje øyet (Fernsehserie, neun Folgen)
- 2015: De nærmeste
- 2018: Eine Affäre – Verbotene Liebe (En affære)
- 2020: Atlantic Crossing (Fernseh-Achtteiler)
- 2021: Das Mädchen aus Oslo (Bortført, Serie, zehn Folgen)
- 2021: The North Sea (Nordsjøen)
- 2022: Troll

## Auszeichnungen
- 1992: Amanda (Filmpreis) als beste Hauptdarstellerin für Krigerens hjerte (deutsch Das Herz des Kriegers)
- 2015: International Emmy Award als beste Hauptdarstellerin für Øyevitne (deutsch Eyewitness – Die Augenzeugen)